# Apote
Apote is een geslacht van rechtvleugeligen uit de familie sabelsprinkhanen (Tettigoniidae). De wetenschappelijke naam van dit geslacht is voor het eerst geldig gepubliceerd in 1897 door Scudder.

## Soorten
Het geslacht Apote omvat de volgende soorten:
- Apote notabilis Scudder, 1897
- Apote robusta Caudell, 1907